# مايك ميتشيل (لاعب كرة سلة مواليد 1956)
مايك ميتشيل (بالإنجليزية: Mike Mitchell)‏ مواليد 01 يناير 1956 في أتلانتا - الوفاة 09 يونيو 2011، كان لاعب كرة سلة أمريكي بدأ مسيرته الاحترافية في سنة 1978. تم اختياره من قبل فريق كليفلاند كافالييرز خلال الدرافت. بلغ طوله 6 قدم 7 بوصة (2.0 م). اعتزل اللعب في 1999.

## المسيرة الاحترافية
لعب مع كليفلاند كافالييرز من سنة 1978 إلى 1982، ثم لعب مع سان أنطونيو سبرز من سنة 1981 إلى 1988، ثم لعب مع سان أنطونيو سبرز في سنة 1990، ثم لعب مع باسكت نابولي في موسم 1990–1991، ثم لعب مع مكابي تل أبيب لكرة السلة في موسم 1991–1992، ثم لعب مع بالاكانسترو ريجيانا في الدوري الإيطالي من سنة 1992 إلى 1999.

## روابط خارجية
- مايك ميتشيل على موقع إن بي أي (الإنجليزية)
- مايك ميتشيل على موقع سبورتس رفرنس (الإنجليزية)
- مايك ميتشيل على موقع كرة السلة الأوروبية.كوم (الإنجليزية)
- مايك ميتشيل على موقع كلية كرة السلة في سبورتس رفرنس.كوم (الإنجليزية)
- مايك ميتشيل على موقع ريلجم (الإنجليزية)
- مايك ميتشيل على موقع بروبوليرز (الإنجليزية)
- مايك ميتشيل على موقع سبورتس رفرنس (الإنجليزية)